# A Place to Live
A Place to Live ist ein US-amerikanischer Kurzfilm von Irving Lerner aus dem Jahr 1941. Der Dokumentarfilm wurde 1942 für den Oscar nominiert.

## Handlung
A Place to Live handelt von einem Jungen, der in den Slums von Philadelphia wohnt. Der Film zeigt seinen Tagesablauf vom Zeitpunkt an, an dem er nachmittags von der Schule in das rattenverseuchte Drei-Zimmer-Appartement seiner Eltern zurückkehrt bis zum nächsten Schulbesuch morgens. Der Film war ein Versuch, das Wohnen in Philadelphia zu verbessern, und zeigte dramatisierende Szenen.

## Hintergrund
Der Film basiert auf einer Umfrage der Philadelphia Housing Association, die herausfinden sollte, wie viel Elend in einer modernen Stadt wie Philadelphia in bestimmten Gegenden herrscht. Die Philadelphia Housing Association, eine Siedlungsgesellschaft, trat auch als Sponsor auf. Der 16-minütige Film wurde 1942 für den Oscar nominiert.